# 拉德萬齊
50°17′59″N 24°25′36″E / 50.29972°N 24.42667°E
拉德萬齊（烏克蘭語：Радванці），是烏克蘭西部的村莊，隸屬利維夫州的舍普季茨基區。該村面積1.09平方公里，海拔高度211米，2001年人口449，人口密度每平方公里413.82人。